# داميان مايا
داميان مايا (بالبرتغالية: Demian Maia) هو لاعب فنون قتالية مختلطة من البرازيل يتنافس حاليًا في بطولة UFC. اعتبارًا من 28 أكتوبر 2019 أصبح داميان مايا السادس في تصنيفات UFC لوزن Welterweight
يعتبر داميان مايا واحد من أعظم المقاتلين على الأرض والمتمكنين من حركات الإخضاع في تاريخ الفنون القتالية المختلطة. شارك في بطولتي لقب UFC، خسر أمام Anderson Silva بطولة UFC Middleweight في عام 2010 وخسر ضد Tyron Woodley بطولة UFC Welterweight في عام 2017.

## بداية الاحتراف
في 21 سبتمبر 2001، تواجه ضد راؤول سوسا في Tormenta en el Ring في فنزويلا. وكان أول قتال أحترافي له وفاز فيه ميا على Sosa بواسطة TKO في 48 ثانية فقط ليسجل أول فوز أحترافي له في تاريخ الفنون القتالية المختلطة.

## روابط خارجية
- داميان مايا على موقع IMDb (الإنجليزية)
- داميان مايا على موقع قاعدة بيانات الفيلم (الإنجليزية)
- داميان مايا على موقع يو إف سي (الإنجليزية)
- داميان مايا على موقع شيردوغ (الإنجليزية)
- داميان مايا على موقع Tapology.com (الإنجليزية)

- الموقع الرسمي
- سجل الفنون القتالية المختلطة المهني لـ داميان مايا على شيردوغ